# Saison 2009 de l'équipe cycliste Besson Chaussures-Sojasun
La saison 2009 de l'équipe cycliste Besson Chaussures-Sojasun est la première de l'équipe dirigée par Stéphane Heulot. En tant qu'équipe continentale, elle peut participer aux différentes courses des circuits continentaux de cyclisme.
L'équipe Besson Chaussures-Sojasun remporte 23 victoires durant l'année 2009. Jimmy Casper, avec 10 succès, est le principal contributeur de ces résultats, il est également classé 3e de l'UCI Europe Tour. Besson Chaussures-Sojasun termine 8e du classement par équipes.

## Préparation de la saison 2009

### Arrivées et départs
L'équipe disputant sa première saison, l'ensemble des coureurs est arrivé en début de saison en provenance d'autres équipes.

## Coureurs et encadrement technique

### Effectif
| Cycliste           | Date de naissance | Nationalité | Équipe 2008          |
| ------------------ | ----------------- | ----------- | -------------------- |
| Cyril Bessy        | 29 mai 1986       | France      | CR4C Roanne          |
| Jimmy Casper       | 29 mai 1978       | France      | Agritubel            |
| Cédric Coutouly    | 26 janvier 1980   | France      | Agritubel            |
| Jimmy Engoulvent   | 7 décembre 1979   | France      | Crédit agricole      |
| Jérémie Galland    | 8 avril 1983      | France      | Auber 93             |
| Fabrice Jeandesboz | 4 décembre 1984   | France      | Vendée U             |
| Laurent Mangel     | 22 mai 1981       | France      | AG2R La Mondiale     |
| Jean-Marc Marino   | 15 août 1983      | France      | Crédit agricole      |
| Romain Mathéou     | 8 novembre 1988   | France      | UC Nantes Atlantique |
| Florian Morizot    | 10 mai 1985       | France      | Auber 93             |
| Julien Simon       | 4 octobre 1985    | France      | Crédit agricole      |
| Benoît Sinner      | 7 août 1984       | France      | Agritubel            |
| Yannick Talabardon | 6 juillet 1981    | France      | Crédit agricole      |
| Stagiaire          | Date de naissance | Nationalité | Équipe 2009          |
| Anthony Delaplace  | 11 septembre 1989 | France      | Super Sport 35-ACNC  |

## Bilan de la saison

### Victoires
| Date       | Course                                            | Pays    | Classe | Vainqueur                 |
| ---------- | ------------------------------------------------- | ------- | ------ | ------------------------- |
| 04/02/2009 | 1re étape de l'Étoile de Bessèges                 | France  | 2.1    | Jimmy Casper              |
| 05/02/2009 | 2e étape de l'Étoile de Bessèges                  | France  | 2.1    | Jimmy Casper              |
| 28/02/2009 | 2e étape des Trois jours de Vaucluse              | France  | 2.2    | Jimmy Engoulvent          |
| 15/03/2009 | Paris-Troyes                                      | France  | 1.2    | Yannick Talabardon        |
| 20/03/2009 | Classic Loire-Atlantique                          | France  | 1.2    | Cyril Bessy               |
| 28/03/2009 | 1re étape du Critérium international              | France  | 2.HC   | Jimmy Casper              |
| 08/04/2009 | 3e étape du Circuit de la Sarthe                  | France  | 2.1    | Jimmy Engoulvent          |
| 14/04/2009 | Paris-Camembert                                   | France  | 1.1    | Jimmy Casper              |
| 16/04/2009 | Grand Prix de Denain                              | France  | 1.1    | Jimmy Casper              |
| 27/04/2009 | 3e étape du Tour de Bretagne                      | France  | 2.2    | Laurent Mangel            |
| 29/04/2009 | 5e étape du Tour de Bretagne                      | France  | 2.2    | Jimmy Engoulvent          |
| 06/05/2009 | 2e étape des Quatre Jours de Dunkerque            | France  | 2.HC   | Jimmy Engoulvent          |
| 30/05/2009 | 2e étape du Tour de Gironde                       | France  | 2.2    | Jimmy Casper              |
| 30/05/2009 | Grand Prix de Plumelec-Morbihan                   | France  | 1.1    | Jérémie Galland           |
| 01/06/2009 | 4e étape du Tour de Gironde                       | France  | 2.2    | Jimmy Engoulvent          |
| 11/06/2009 | 1re étape de la Ronde de l'Oise                   | France  | 2.2    | Jimmy Casper              |
| 12/06/2009 | 3e étape du Circuito Montañés                     | Espagne | 2.2    | Jimmy Engoulvent          |
| 19/06/2009 | 1re étape des Boucles de la Mayenne               | France  | 2.2    | Jimmy Casper              |
| 28/07/2009 | Prologue du Tour Alsace                           | France  | 2.2    | Besson Chaussures-Sojasun |
| 01/08/2009 | 4e étape du Tour Alsace                           | France  | 2.2    | Jimmy Engoulvent          |
| 26/08/2009 | 2e étape du Tour du Poitou-Charentes              | France  | 2.1    | Jimmy Casper              |
| 30/08/2009 | Châteauroux Classic de l'Indre                    | France  | 1.1    | Jimmy Casper              |
| 26/09/2009 | 2e étape du Tour du Gévaudan Languedoc-Roussillon | France  | 2.2    | Laurent Mangel            |

### Classement UCI

#### UCI Europe Tour
L'équipe Besson Chaussures-Sojasun termine à la huitième place de l'Europe Tour avec 1 208 points. Ce total est obtenu par l'addition des points des huit meilleurs coureurs de l'équipe au classement individuel.
| Rang | Coureur            | Points |
| ---- | ------------------ | ------ |
| 3    | Jimmy Casper       | 575    |
| 56   | Jérémie Galland    | 177    |
| 67   | Jimmy Engoulvent   | 161    |
| 113  | Julien Simon       | 122    |
| 203  | Yannick Talabardon | 77     |
| 414  | Cyril Bessy        | 40     |
| 468  | Benoît Sinner      | 33     |
| 582  | Jean-Marc Marino   | 23     |
| 610  | Laurent Mangel     | 21     |
| 704  | Florian Morizot    | 16     |